# Yura (cantante)
Yura, pseudonimo di Kim Ah-young (김아영?, 金亞榮?, Kim A-yeongLR; Ulsan, 6 novembre 1992), è una cantante e attrice sudcoreana, membro del gruppo musicale Girl's Day.

## Biografia
Yura nasce a Ulsan, in Corea del Sud, il 6 novembre 1992. Ha frequentato la Ulsan Art High School e attualmente frequenta la Dongduk Women's University insieme a Minah, anch'essa membro del gruppo delle Girl's Day.

## Carriera

### Girl's Day
Dopo l'abbandono da parte di Jisun e Jiin, a settembre 2010 Yura e Hyeri furono aggiunte nella formazione. Il 7 luglio 2011 fu pubblicato l'EP dal titolo Everyday, contenente "Twinkle Twinkle", primo brano del gruppo ad entrare nella top 10 delle classifiche musicali. Il 18 aprile 2012 uscì l'EP Everyday II, mentre l'anno successivo, rimaste in quattro dopo l'abbandono di Jihae, pubblicarono l'album discografico Expectation, ottenendo successo e popolarità con l'omonima title track, che vinse il premio 'canzone più ascoltata dell'anno' ai Gaon Chart K-pop Awards. A gennaio 2014 pubblicarono l'EP Everyday III, e a luglio dello stesso anno l'EP Summer Party. Il 15 ottobre uscì l'EP I Miss You pubblicato come smart card, diventando il primo gruppo nel mondo a pubblicare un disco di questo tipo. Una raccolta, Best Album, è uscita in Giappone il 26 novembre.

### Attività in solitaria
L'8 novembre 2010, la vecchia compagnia discografica di Yura, la Action Music Entertainment, citò in giudizio la cantante per aver terminato il contratto: infatti, secondo l'agenzia, Yura entrò nelle Girl's Day, quando il suo contratto con la Action Music era ancora valido. La cantante doveva debuttare in un gruppo composto da quattro elementi, che tuttavia venne lasciato in stallo fino al momento in cui non fosse stato ritenuto pronto per il debutto. Al contrario, Yura dichiarò che il suo contratto venne cancellato molto prima che entrasse nelle Girl's Day. La Action Music Entertainment replicò, dicendo di avere delle prove su quanto detto; tuttavia, il 20 gennaio 2011 il tribunale decise a favore di Yura.
Nel 2012, Yura fece il suo debutto come attrice nella serie televisiva cinese The Secret Angel, in cui interpretò il personaggio di Yubin. Lo stesso anno, recitò anche nelle serie Family e Areumda-un geudae-ege e collaborò con le Jevice per il loro singolo di debutto "I Want to Love Now". Nel 2013 entrò nel cast della terza stagione della sitcom Moojakjung Family e fu tra i protagonisti nel drama Boobookeulrinik saranggwa jeonjaeng sijeun 2. Nel 2014 apparve nel video musicale di Wheesung "Night and Day" e partecipò al variety show Uri gyeolhonhaess-eo-yo in coppia con l'attore Hong Jong-hyun. Ad ottobre 2014 fu tra i protagonisti della mini-serie Dodohara.

## Discografia
Di seguito, le opere di Yura come solista. Per le opere con le Girl's Day, si veda Discografia delle Girl's Day.

### Collaborazioni
- 2012 – I Want to Love Now (con le Jevice)
- 2013 – You Are A Miracle (con il 2013 SBS Gayo Daejun Friendship Project)[27]

## Filmografia
- The Secret Angel (秘密天使S) – serie TV (2012)
- Family (패밀리) – serie TV (2012)
- Areumda-un geudae-ege (아름다운 그대에게) – serie TV (2012)
- Moojakjung Family 3 (무작정 패밀리 3) – sitcom (2013)
- Boobookeulrinik saranggwa jeonjaeng sijeun 2 (부부클리닉 사랑과 전쟁 시즌 2) – serie TV (2013)
- The Dramatic (더 드라마틱) – serie TV, episodio 2 (2013)
- Dodohara (도도하라) – serie TV (2014)
- Radio Romance (라디오 로맨스?) – serie TV, 16 episodi (2018)
- Geu namja-ui gi-eokbeop (그 남자의 기억법?) – serie TV, episodi 2, 4 (2020)
- Previsioni d'amore (기상청 사람들: 사내연애 잔혹사 편) – serie TV (2022)
- Per amore e per destino (이 연애는 불가항력?, I yeon-aeneun bulgahangnyeokLR) – serie TV (2023)

## Videografia
Oltre che nei videoclip delle Girl's Day, Yura è apparsa anche nei seguenti video:
- 2014 – Night and Day, videoclip di Wheesung